# Toxonprucha albociliatus
Toxonprucha albociliatus là một loài bướm đêm trong họ Erebidae.